# 约迪斯·努丁
约迪斯·努丁（瑞典語：Hjördis Nordin，1932年8月2日—），瑞典女子体操运动员。她曾代表瑞典参加1952年夏季奥林匹克运动会体操比赛，获得女子团体便携式器械金牌。